# La Rioja (Argentinië)
La Rioja is een plaats in het Argentijnse bestuurlijke gebied Capital in de provincie Provincia de La Rioja. De plaats telt 146.411 inwoners.
Het vliegveld Capitán Vicente Almandos Almonacid Airport ligt op 7 km buiten La Rioja. Er is ook een universiteit. De stad is sinds 1934 de zetel van het rooms-katholieke bisdom La Rioja.
Ten westen liggen de Natuurparken Ischigualasto en Talampaya.

## Klimaat

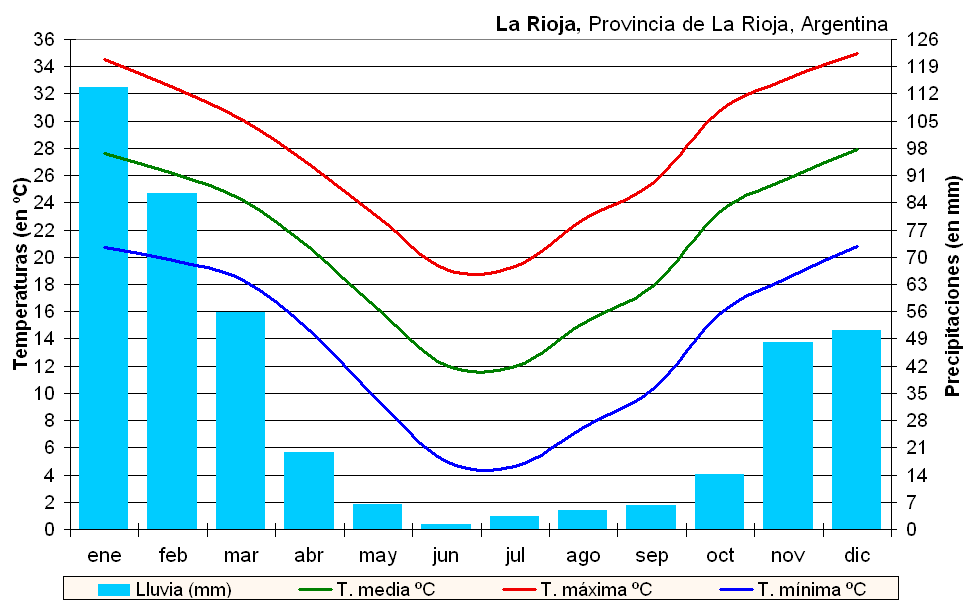
Klimaatdiagram

## Geboren
- Isabel Martínez de Perón (1931), president van Argentinië (1974-1976)